# Kissidougou
Kissidougou est une ville de Guinée située à environ 600 kilomètres de la capitale Conakry, en région administrative de Faranah, et en région naturelle de Guinée forestière. C'est le chef-lieu de préfecture homonyme.

## Population
La population de la ville de Kissidougou recensée en 1996 se montait à 66 028 personnes, et était estimée à 119 909 habitants en 2008 (soit une hausse moyenne annuelle de 5,10 % sur la période de 12 ans 1996-2008) . Elle est de ce fait la sixième ville la plus peuplée du pays, après Conakry, Nzérékoré, Gueckedou, Kankan et Kindia et  Boké.
À partir d'une extrapolation du recensement de 2014 (RGPH3), la population de Kissidougou centre a été estimée à 109 959 personnes en 2016. Ce sont principalement des Kissi.

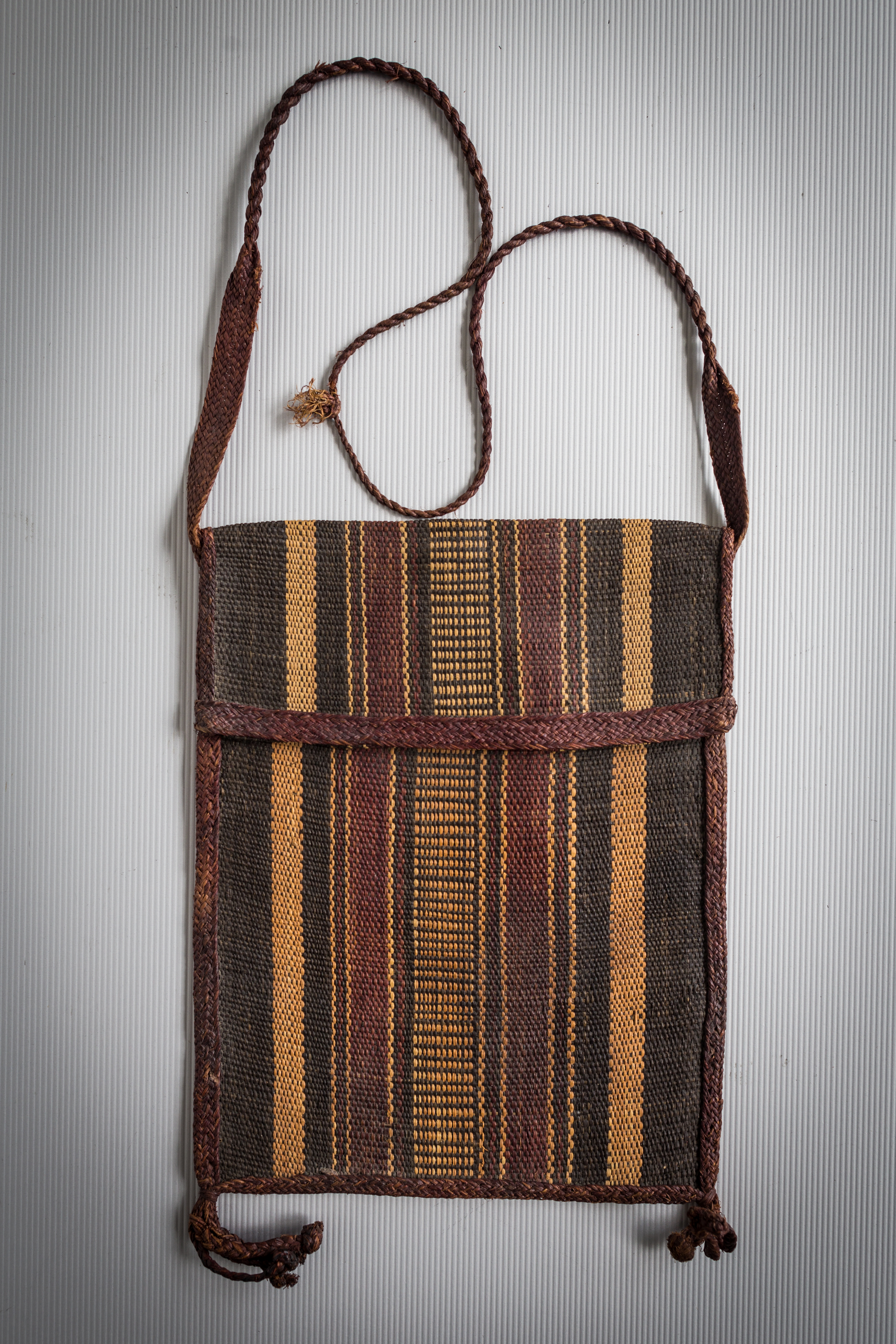
kissidougou

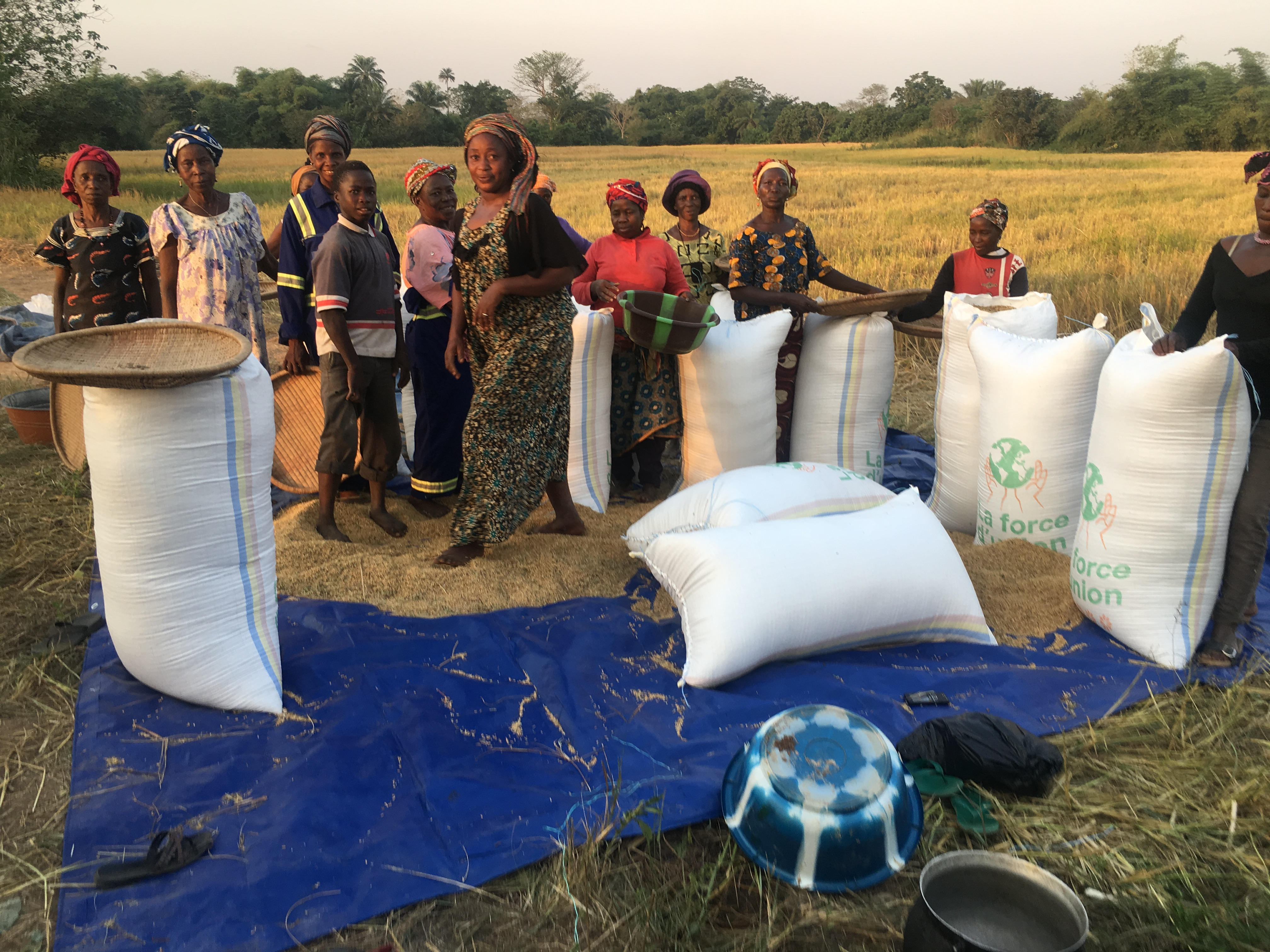
Reisernte

## Histoire

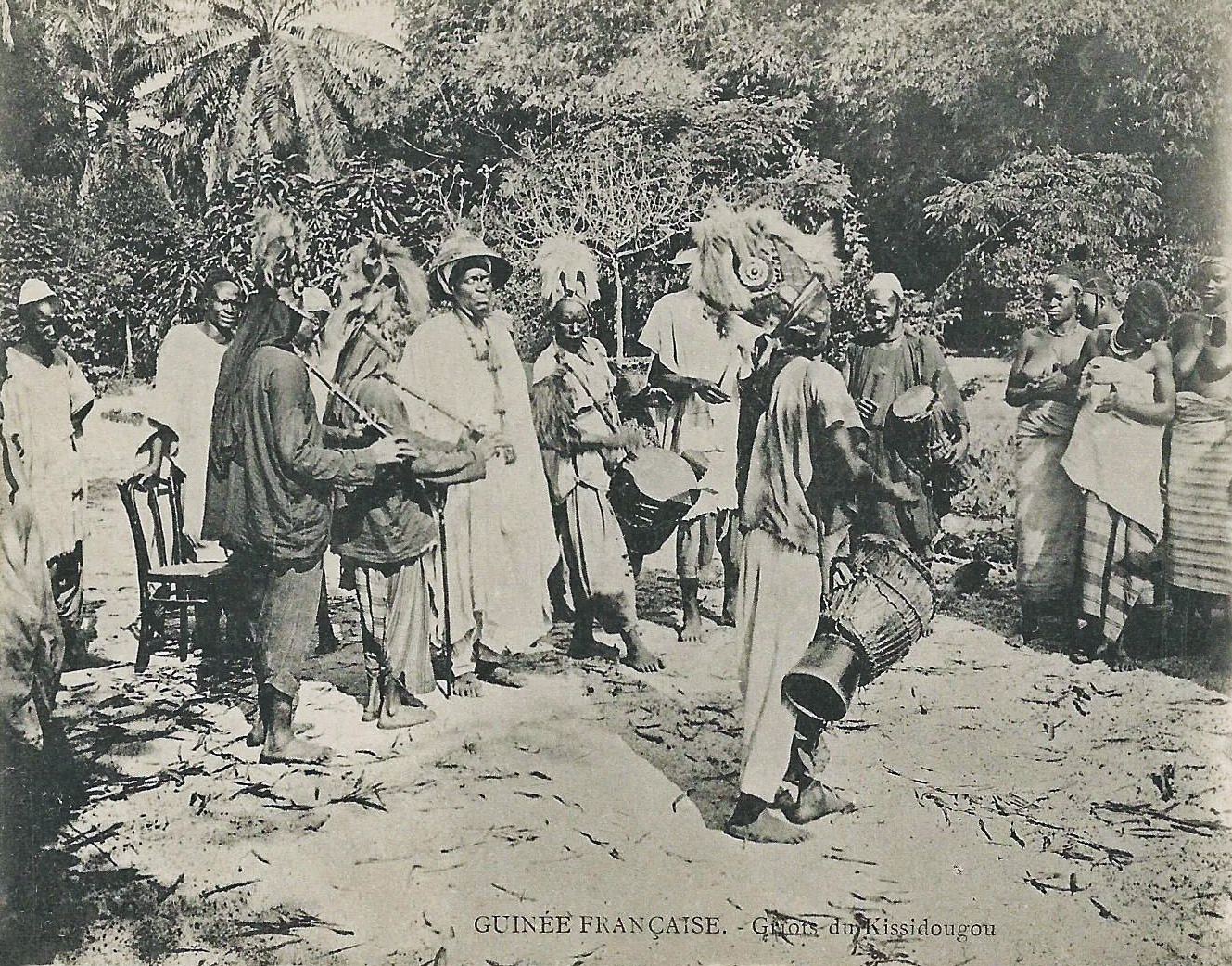
Griots du Kissidougou (vers 1900-1910).

En dialecte malinké ou maninkakan, le mot kissidougou dérive de deux vocables : kissi qui signifie (survie) et dou ou dougou qui signifie (terre). Kissidougou signifierait « La terre de survie ». Ce nom est de dankaran touman (grand frère de Soundiata Keïta) qui, après avoir chassé Soundiata, sa mère Sogolon Kondé et sa sœur Sogolon Klonkan du Manding en 1222, était obligé de s'enfuir pour éviter la vengeance de son frère, alors que le retour de ce dernier était sollicité parmi les siens pour libérer le royaume de la domination dont il faisait l'objet de la part de Soumaoro Kanté du royaume de Sosso. Soundiata Keïta finit par revenir de Mena (royaume du Mali) où il était reçu par le roi Moussa Tounkara, au Manding en 1232. Manden Mory naturellement quitte le trône et fonce vers le sud en compagnie de ses fidèles et finit dans la fuite désespérée par se retrouver sur cette terre fertile à l'abri de toute menace de Soundiata Keïta et ses alliés c'est ainsi qu'il dira à ses compagnons « dougou ninyé mokô kissi yôro bô », d'où Kissidougou où ils ont été rejoints par les chasseurs kouranko de Mara actuel (kerouané).

### langues
À Kissidougou ont rencontre plusieurs populations parlent de langues et dialectes différents notamment le kissi, le malinké, le lele, le kouranko...

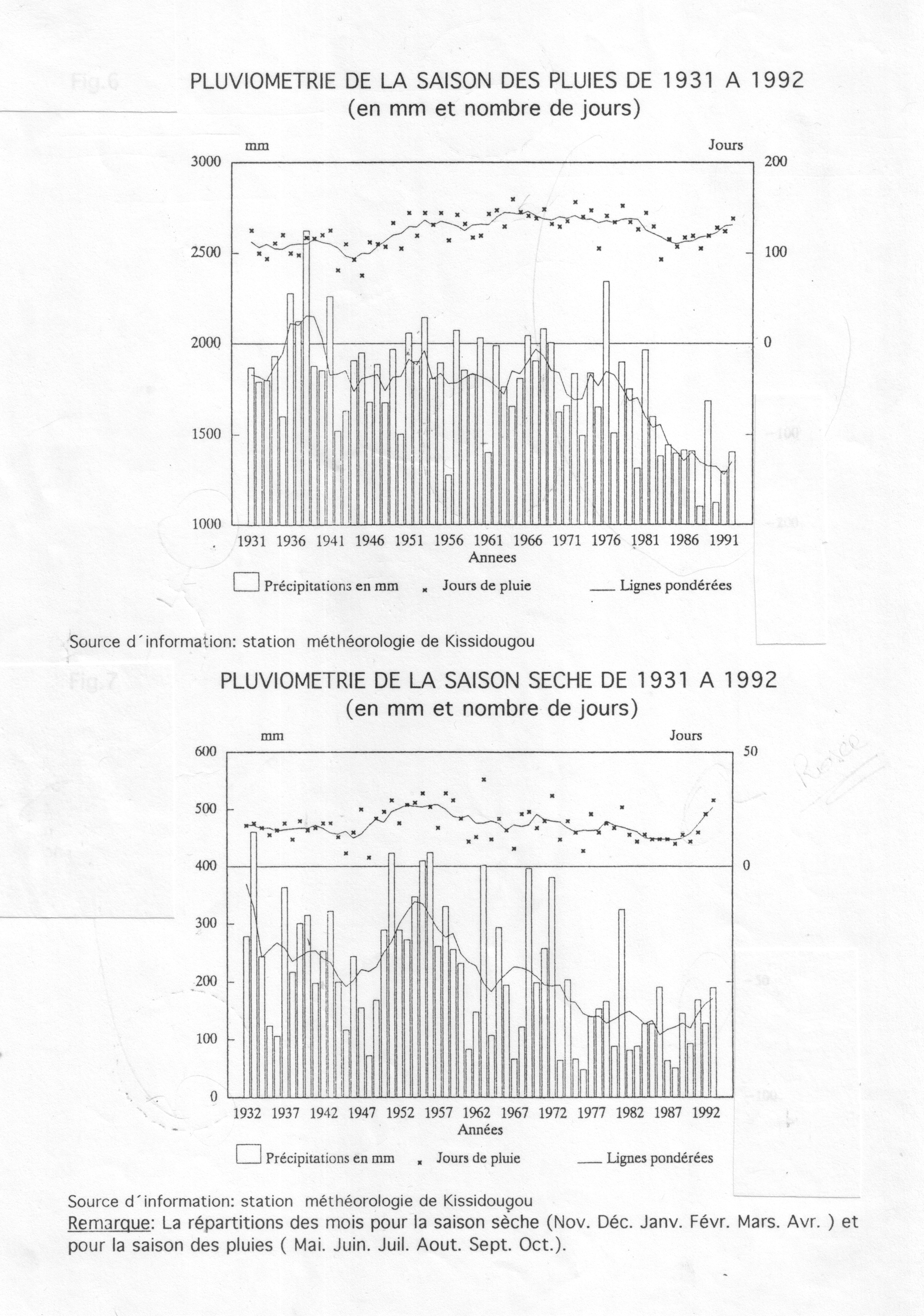
Pluviometrie de Kissidougou

## Personnalités nées ou liée à Kissidougou
- Bolokada Condé (?- ), maitre batteur guinéen ;
- Mama Sany Béavogui (née en 1985), militaire et femme politique guinéen ;
- Mamba Sano (1903-1985), homme politique français ;
- Maxime Camara (1945-2016), footballeur ;
- Mory Kanté (1950-2020), chanteur de musique africaine ;
- Fodé Baro (né en 1976), chanteur et producteur de musique.